# MechWarrior 4: Vengeance
MechWarrior 4: Vengeance é um jogo de simulação de veículos, desenvolvido pela FASA Interactive e publicado pela Microsoft. foi lançado em 22 de novembro de 2000. é o quarto jogo da série MechWarrior. se passa no universo BattleTech, onde o auge de todas as máquinas de guerra são robôs enormes e fortemente armados chamados Battlemechs. O jogador pilota um desses "'mechs" e usa uma variedade de armas disponíveis (canhões automáticos, lasers, mísseis e muito mais) para lutar contra 'mechs, tanques e outros veículos inimigos.  um pacote de expansão, mechwarrior 4: Black Knight, foi lançado em 2001, e uma expansão autônoma subsequente, MechWarrior 4: Mercenaries, foi lançada em 7 de novembro de 2002. Duas expansões menores, Inner Sphere Mech Pak e Clan Mech Pak, também foram lançadas em 2002.

## Enredo
O jogo se passa no planeta da esfera interna kentares iv e sua lua. os jogadores assumem o controle de ian dresari, filho do famoso herói de guerra de clãs duque eric dresari e herdeiro do trono de kentares iv.
Uma guerra civil irrompe em kentares iv depois que william dresari, primo de ian, trai a família e toma o trono sob a bandeira de katherine "katrina" steiner. steiner é o governante da aliança lyran e responsável pela aniquilação dos legalistas de victor steiner-davion, irmão de katrina. após um ataque surpresa das forças steiner no palácio real dresari, deixando eric dresari e a maioria da família real mortos, ian se encontra com seu tio, sir peter dresari, na lua orbitando kentares iv para lançar uma campanha de guerrilha contra steiner.  ian luta ao lado de outros mechwarriors da resistência, casey nolan, jen mcquarrie, jules gonzales e sua comandante elise rathburn, em várias missões. a resistência eventualmente deixa a lua e monta acampamento nas regiões árticas de kentares iv. em um ponto durante a campanha, o tio de ian, peter, é assassinado por duncan burke, um oficial de alta patente nas forças de katrina. ian e a resistência ficam devastados pela perda e debatem se devem ou não continuar a luta pela liberdade de kentares. eles decidem seguir em frente, capturando uma rede de satélite de steiner. o grupo rebelde se move para as montanhas.
Depois de destruir uma nave de desembarque steiner desativada, mas fortemente protegida, ian e a resistência se movem para a península de hadra, uma remota região desértica. rumores de um campo de prisioneiros abandonado chegam à resistência e esforços são feitos para localizá-lo e libertá-lo a fim de alistar mais pessoal para a resistência.  Ian fica chocado ao descobrir que um membro de sua família sobreviveu ao cerco de Steiner ao palácio de Dresari: sua irmã Joanna. Após um breve reencontro, Ian e Joanna são separados novamente enquanto a Resistência se mobiliza para atacar a fortaleza de Steiner. Eles fazem um breve desvio para salvar a cidade costeira de Vale depois que Steiner ameaça bombardear a cidade devido a alegações de ligações com a Resistência. A Resistência não apenas salva a população, mas Ian derrota o assassino de seu tio, Duncan Burke, em um duelo acirrado.
Avançando para as cidades, a luta esquenta e as baixas da Resistência aumentam. Joanna informa Ian sobre um antigo depósito de armas escondido em algum lugar da cidade, inestimável para atacar o palácio de Dresari, agora o quartel-general da ocupação Steiner. Logo antes da Resistência se preparar para localizar o depósito de armas, Joanna e sua Lança são emboscadas pelas forças de Steiner, deixando-a ferida e em perigo mortal. Ian faz uma escolha, entre resgatar sua irmã da morte certa ou proteger o depósito de armas.  Seja qual for a escolha do jogador, Ian e a Resistência lutam uma última batalha contra a Casa Steiner no palácio, pondo fim à guerra. No entanto, a luta ainda não acabou para Ian, pois William aparece em um Daishi modificado, desafiando Ian para um duelo. Ian derrota William e finalmente liberta o planeta das garras de Steiner.
Dependendo da escolha do jogador antes da penúltima missão, Joanna ou Ian ascenderão ao trono como Duquesa/Duque.

### Black Knight
A expansão de Mechwarrior, Black Knight, acontece vários anos após Vengeance, e recebe seu nome da organização de mercenários em torno da qual a trama gira. A Black Knight Legion cai sob o comando da Lyran Alliance, que deseja recuperar Kentares IV de Ian Dresari. Ian escolheu encontrar o esconderijo de armas, levando à morte de sua irmã, resultando em muitos de seus aliados o abandonando. A Casa Steiner, não querendo pagar os mercenários da Legião por seus contratos cumpridos, decide que seria muito mais barato trair a Legião, e quase a destrói em um ataque surpresa. Os remanescentes da Legião buscam justiça contra a Maj. Clarissa Dupree, mentora do ataque Lyran contra a legião, enquanto também continuam com sua missão de derrubar Dresari. Eles eventualmente encontram e matam Ian em Kentares, então viajam para Voltrat III para encontrar a ligação de Steiner, Clarissa Dupree.  Eric McClair, CO da Legião, derrota Maj. Dupree em combate individual, destruindo seu Mad Cat MkII, então prossegue atirando em seu pod de ejeção, matando-a instantaneamente. A cena final é um comercial anunciando a Black Knight Legion, citando seu sucesso contra Steiner e Dresari.
Black Knight foi desenvolvido por Cyberlore em conjunto com o FASA Studio e desenvolveria ainda mais os pacotes InnerSphere e Clan Mech - junto com a expansão autônoma Mercenaries.

## Jogabilidade

Visão do cockpit, dois mechs Shadowcat visíveis

Mechwarrior 4 é um jogo de simulação de mecha em primeira pessoa, com o jogador pilotando um Mech em cada missão. Os Mechs são blindados e equipados com várias armas de projéteis e energia, e entram em combate com outros Mechs, bem como veículos militares tradicionais, como tanques e helicópteros, e ocasionalmente plataformas de armas. Durante o combate, as armas e componentes críticos de um Mech podem ser danificados, e é até possível que membros inteiros sejam arrancados de um Mech.
A personalização do Mech é um aspecto importante da jogabilidade. O jogador tem controle significativo sobre a configuração de cada um de seus Mechs, desde o tipo e a quantidade de armadura usada e alguns componentes internos até todo o armamento e munição do Mech.  Na campanha, Battlemechs e armas adicionais são adquiridos por meio de missões de salvamento de campo de batalha/saque e como recompensas pelo sucesso. O sistema de configuração do Mech foi revisado e tornado mais realista, onde agora os mechs tinham certos "pontos difíceis" onde apenas tipos específicos de armamento podiam caber nele, ao contrário da abordagem anterior que os jogos adotavam, onde os slots podiam ser preenchidos com qualquer tipo de armamento. A munição em si agora é carregada dentro do armamento colocado no mech.
Na campanha, o jogador controla até três companheiros de esquadrão, com a capacidade de emitir ordens básicas, como atacar e se mover.

### Campanha
As 26 missões de campanha são compostas de sete "ops", cada uma com ambientes diferentes, e cada "op" contendo cerca de 3-6 missões. Nas primeiras missões, apenas alguns mechs menores estão disponíveis. Conforme o jogo avança, mais mechs e armas estão à disposição do jogador. Eles vêm na forma de salvamento de missões anteriores. Entre as missões, o jogador pode equipar mechs com armas diferentes e também atribuir mechs a um de seus três slots de Lancemate.

### Ação instantânea
Este modo permite que os jogadores joguem com todos os mechs no jogo. Os jogadores podem escolher uma missão de campanha ou uma missão de onda na qual podem selecionar até quatro outros mechs e lutar contra eles no estilo Deathmatch. O mapa é selecionado aleatoriamente e o jogador enfrenta três mechs inimigos para lutar. O jogador tem que destruir sucessivamente todos os três inimigos em uma luta um contra um.

### Multijogador
o jogo apresenta vários modos multijogador: Deathmatch com várias reviravoltas, como pontos concedidos por dano causado; Capture a bandeira e Rei da Colina com dois modos, Deathmatch e baseado em equipe; modo de escolta que coloca duas equipes uma contra a outra, cada uma com o objetivo de destruir o VIP do outro; e Steal the Beacon, no qual os jogadores lutam pela posse de um beacon, que, quando carregado, concederá pontos ao portador.

### Expansões
O pacote de expansão Black Knight foi lançado em 2001. Ele apresentava uma nova campanha dinâmica e adicionou cinco mechs, seis veículos e cinco modos multijogador ao jogo. Duas expansões menores foram lançadas em 2002: Inner Sphere 'Mech Pak e Clan 'Mech Pak. Ambas adicionaram quatro mechs, um mapa multijogador, duas armas e um gadget ao jogo.

## Recepção

### Vengeance
MechWarrior 4: Vengeance recebeu "críticas geralmente favoráveis" de acordo com o site de agregação de críticas Metacritic. Chris Kramer da NextGen disse sobre o jogo, "Deixando de lado os gráficos de Knockout e a nova direção de gameplay, este MechWarrior não é tão definidor de gênero quanto as encarnações anteriores. Um jogo sólido, mas não tão alucinante quanto MechWarrior 2." Human Tornado da GamePro chamou-o de "uma simulação muito difícil, cujo grande valor de repetição e jogo multijogador o tornam um dos melhores jogos de PC de 2000."

#### Vendas
Vengeance vendeu 320.000 unidades nos EUA e arrecadou US$ 11,5 milhões até agosto de 2006, após seu lançamento em novembro de 2000. Foi o 55º jogo de computador mais vendido do país entre janeiro de 2000 e agosto de 2006. As vendas combinadas de todos os jogos de computador MechWarrior lançados entre janeiro de 2000 e agosto de 2006 atingiram 900.000 unidades nos Estados Unidos até a última data.

#### Elogios
A equipe da Computer Gaming World o nomeou o melhor "simulador de ficção científica" de 2000. Eles escreveram: "Embora tenha mudado a maneira como as coisas funcionam em BattleTech, ele conseguiu o que Crimson Skies se propôs a fazer: abrir o gênero de ficção científica para não fãs de BattleTech." A equipe da Computer Games Magazine o nomeou para o prêmio "Simulação de Ficção Científica do Ano" de 2000, cujo vencedor permanece desconhecido. O jogo ganhou o prêmio de Jogo de Ação do Ano no CNET Gamecenter Computer Game Awards de 2000, e foi nomeado para o prêmio Geral de Jogo do Ano, que foi para The Sims. Também foi vice-campeão de "Simulação de 2000" tanto na Escolha dos Editores quanto na Escolha dos Leitores no Prêmio Melhor de 2000 da IGN. O jogo ganhou os prêmios "Simulação de PC" e "Jogabilidade Online" no 4º Prêmio Anual de Conquistas Interativas da AIAS, e também foi indicado para os prêmios "Jogo de PC do Ano" e "Jogo do Ano", ambos para Diablo II. O jogo ganhou o prêmio de "Simulação de Ficção Científica do Ano" no Prêmio Melhor e Pior de 2000 da GameSpot, e foi indicado para os prêmios "Melhores Gráficos, Técnicos" e "Melhor Jogo Multijogador", que foram para Giants: Citizen Kabuto e Half-Life: Counterstrike. O jogo também ganhou o prêmio de "Simulação de Ficção Científica do Ano" no Prêmio Escolha dos Leitores da GameSpot. A GameSpy o nomeou seu "Jogo de Simulação do Ano de 2000". O jogo foi indicado ao prêmio de "Melhor Jogo de Ação para PC" no Blister Awards 2000 do The Electric Playground, que foi para Deus Ex.

### Black Knight
O pacote de expansão Black Knight recebeu "críticas geralmente favoráveis", embora moderadamente menos do que o MechWarrior 4 original, de acordo com o Metacritic.
Foi indicado ao prêmio "Online Gameplay" no 5º Prêmio Anual de Conquistas Interativas da AIAS, que foi finalmente concedido a Return to Castle Wolfenstein.

## Ligações Externas
- Site oficial do MechWarrior 4: Vengeance no Wayback Machine (arquivado em 2002-09-27)
- MechWarrior 4: Vengeance no MobyGames
- MechWarrior 4: Black Knight no MobyGames
- MechWarrior 4: Vengeance na Killer List of Videogames
- Versão Demo no ModDB

Predefinição:FASA Studio